# Oceanic 2000
L’Oceanic 2000 est un gratte-ciel situé dans la ville d'Acapulco, dans le sud du Mexique. Il est actuellement le plus haut bâtiment de la ville ainsi que dans le sud du pays. Son adresse est sur l' Avenida Costera Miguel Aleman, la principale artère touristique de la ville.

## Historique
Sa construction a commencé en avril 1992 avec un investissement de 9 millions de dollars et a été achevée en 1994. La conception a été réalisée par Procomex.

## Caractéristiques
- Il est considéré comme le premier bâtiment intelligent Acapulco.
- Il est ancré à 12 mètres de profondeur avec 60 piles de béton et d'acier.
- Il peut résister à un tremblement de terre de 8,0 sur l'échelle de Richter.
- Il est utilisé exclusivement comme résidence.
- Il dispose au premier étage d'un hôtel et au rez-de-chaussée d'un restaurant.
- Il a 7 ascenseurs qui se déplacent à une vitesse de 6,5 mètres par seconde.

### Classement de sa hauteur
Il mesure 123 mètres de haut, possède 33 étages.
- Dans Acapulco : 1re place.
- Dans le sud du Mexique : 1re place.
- Dans le Pacifique du Mexique : 1re place.
- Au Mexique (donnée de 2011) : 58e place.
- En Amérique centrale : 80e place.